# Bailliage de Schwarzenbourg
1423–1798
Entités suivantes :
- District de Schwarzenburg

Le bailliage de Schwarzenbourg, appelé bailliage de Grassbourg de 1423 à 1575, est un des bailliages communs de Berne et Fribourg situé dans l'actuel canton de Berne.

## Histoire
Le bailliage est d'abord un bailliage impérial au XIIIe siècle. Il est ensuite la propriété de la maison de Savoie de 1310 à 1423. Il est acheté à cette dernière par les villes de Berne et Fribourg en 1423.
Le bailliage est la propriété exclusive de Berne de 1448 à 1454, entre la fin de la guerre de Fribourg et le renouvellement de la cambourgeoisie entre les deux villes. Fribourg récupère sa moitié du bailliage en 1454, mais Berne utilise par la suite cette période de possession exclusive pour justifier sa prépondérance dans le bailliage.
Le bailliage est divisé en deux ressorts de basse justice. La première regroupe Schwazenburg, Wahlern et Albligen, soit l'actuelle commune de Schwarzenburg. La seconde, appelée obere Gemeinde ou Gewalt, est composée de Guggisberg et de Rüschegg.
Le bailliage est entouré des Anciennes Terres de Fribourg (depuis 1442), du bailliage de Planfayon, de la châtellenie de Niedersimmental et des juridictions de Seftigen et de Sternenberg.

## Religion
La réforme est imposée entre 1529 et 1532.

## Baillis
Les baillis sont nommés pour une période de cinq ans.

### Ouvrages
- (de) W. Kohli, Verwaltung und Recht der gemeinen Herrschaft Grasburg-Schwarzenburg, 1423-1798, Schwarzenburg, 1939